# 쌍영총
쌍영총(雙楹塚)은 남포특별시 룡강군 지운면(池雲面) 안성리(安性里)에 있는 고구려 시대의 흙무덤(土塚 토총)이다. 고구려 벽화고분기 제1기의 분묘로 전실과 현실 사이의 통로에 좌우로 팔각 돌기둥이 하나씩 서 있어 쌍영총(두 기둥이 있는 무덤)으로 명명되었다. 이러한 쌍석주(雙石柱) 석실의 형식은 중국의 윈강 석굴(雲岡石窟)을 모방한 것으로 보인다.
이 분묘는 고구려 후기 건축의 호화를 보인 것으로 석실의 구조가 아주 기발한 것 외에도 당시의 풍속을 말해 주는 남녀거마(男女車馬)의 그림이 많아 고구려 고분 중에서도 특히 귀중한 자료로 평가되고 있다. 이와 같은 고분은 통구의 서강(西岡) 61호, 62호, 삼실총(三室塚), 평양 근교의 강서우현리 고분(江西遇賢里古墳) 매산리 사신총(梅山里四神塚) 등이 있다.

## 구조
쌍영총은 복잡한 구조의 석실로 된 고구려의 벽화분(壁畵墳)으로, 남쪽으로 뻗은 깊이 3미터의 연도(羨道)를 따라 나가면 그 다음에 약 2.3미터 사방(四方)의 전실(前室)이 있고 더 들어가면 약 3미터 사방의 현실(玄室)이 있다. 전실·현실 모두 고구려 특유의 굄식(持送式 지송식) 천장을 이루었으며, 두 실(室) 중간 도로의 좌우에는 8각형의 돌기둥 한 쌍(雙)이 세워져 있다. 쌍영총의 현실과 전실 사이에 세워진 팔각(八角)의 두 석주(石柱)와 또 그림으로 나타낸 천장의 장식은 서역의 건축 양식을 엿보게 한다. 천장은 이른바 전형적인 말각조정으로 되었다. 현실 실내 모퉁이마다 목주형(木柱形)이 그려져 있고, 이 기둥 모양을 중심으로 당시의 건물형식을 회화로 재현시킨 점도 특이하다.

## 벽화

### 연도동벽화 거마행렬도
쌍영총 현실 앞에 있는 연도의 동쪽 벽에 그려진 벽화이다. 제2기의 고분 벽화로 고구려의 고분벽화 중 가장 뛰어난 회화이며, 무용총의 수렵도가 유목민의 발랄한 원시감각을 살린데 비해 이 벽화는 전아한 환상과 친밀감을 느끼게 하는 것이 특색이다. 화면의 아래 부분에 세 사람의 고구려 부인이 정면으로 나란히 서 있다. 여인들의 머리 위쪽으로는 장수나 말 모두 갑옷에 싸인 특이한 기상 인물(騎上人物)을 설정하고 있는데 세 여인의 정숙한 아름다움과 대조적이다. 최상단에는 미풍에 흔들리는 방울을 달고, 차일을 엎은 우차(牛車)를 시동이 몰고 가는 극히 한가로운 정경이 전개된다. 일반적인 고구려 회화가 모두 그렇듯이 원근투시법의 표현이 미약하여 평면적으로 처리되었고, 전체적인 종합화가 이루어지지 못하고 개별적이며, 상념적이고 도안적인 그림이다.

### 공양도
무용총의 접객도와 함께 불교적인 색채가 짙은 회화이다. 향로를 머리에 인 시녀와 이 시녀를 거느린 여주인공을 중심으로, 법승과 네댓 명 시동의 행렬을 그린 것인데, 주인과 시인(侍人)과의 주종관계를 강조하기 위하여 인물을 극대·극소의 비차(比差)를 둔 점은 고구려 풍속회화가 가지고 있는 일반적인 특색을 반영한 것이다. 주요 인물들은 엄숙한 면모와 겸허한 걸음걸이를 보이고 있고, 시동들은 좌우로 고개를 돌리고 곁눈질하는 폼이 그들 사이에 대화가 있는 듯하다. 대단히 온건하고 침착한 정서가 보이는 회화이다.

## 사진

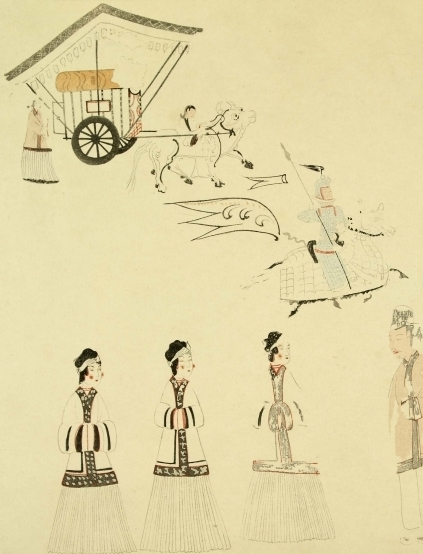
거마행렬도
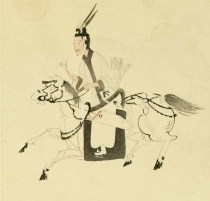
기마 인물
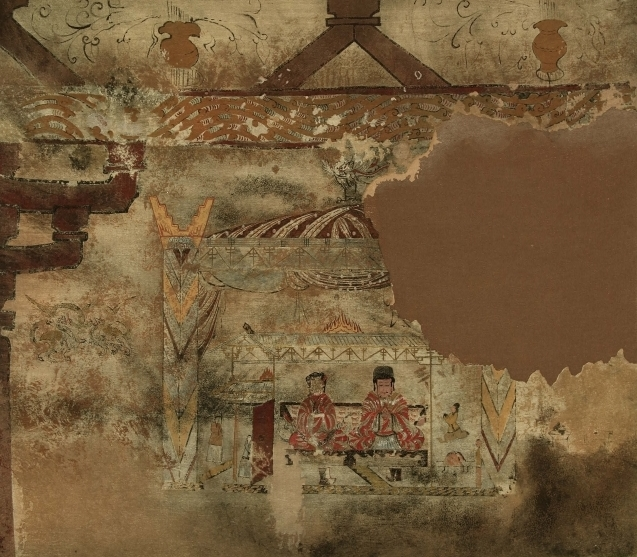
주인공 부부도
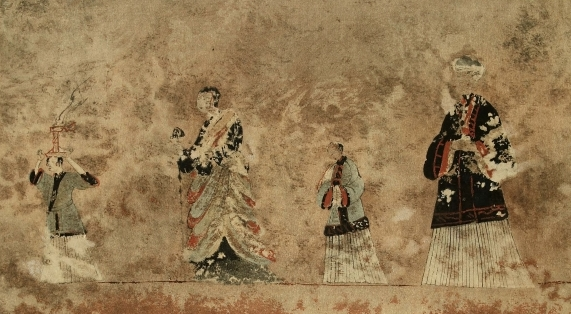
공양도
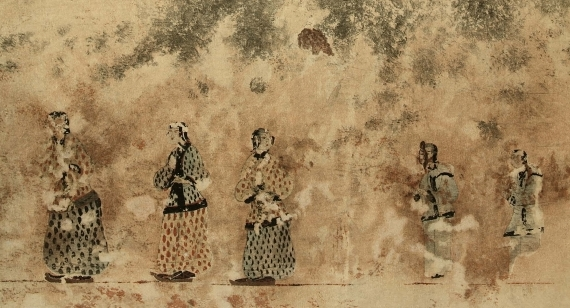
공양도2

## 같이 보기
- 고구려의 고분
- 개마총